# Savannah Challenger 2023
Il Savannah Challenger 2023 è stato un torneo maschile di tennis giocato sulla terra rossa. È stata la 13ª edizione del torneo, facente parte della categoria Challenger 75 nell'ambito dell'ATP Challenger Tour 2023. Si è giocato al Franklin Creek Tennis Center di Savannah, negli Stati Uniti, dal 24 al 30 aprile 2023.

## Partecipanti

### Teste di serie
| Nazionalità | Giocatore           | Ranking* | Testa di serie |
| ----------- | ------------------- | -------- | -------------- |
| Belgio      | Zizou Bergs         | 156      | 1              |
| Argentina   | Facundo Díaz Acosta | 161      | 2              |
| Francia     | Enzo Couacaud       | 163      | 3              |
| Argentina   | Nicolás Kicker      | 211      | 4              |
| Tunisia     | Aziz Dougaz         | 236      | 5              |
| Canada      | Alexis Galarneau    | 238      | 6              |
| Stati Uniti | Mitchell Krueger    | 270      | 7              |
| Stati Uniti | Alex Michelsen      | 274      | 8              |

* Ranking al 17 aprile 2023.

### Altri partecipanti
I seguenti giocatori hanno ricevuto una wild card per il tabellone principale:
- Martin Damm
- Toby Kodat
- Patrick Kypson

I seguenti giocatori sono entrati in tabellone con il ranking protetto:
- Bjorn Fratangelo
- Lucas Pouille
- Rubin Statham

I seguenti giocatori sono entrati in tabellone come alternate:
- Nick Chappell
- Strong Kirchheimer
- Bernard Tomic

I seguenti giocatori sono passati dalle qualificazioni:
- Federico Agustín Gómez
- Mateus Alves
- Colin Sinclair
- Kyrian Jacquet
- Bruno Kuzuhara
- Tristan Boyer

Il seguente giocatore è entrato in tabellone come lucky loser:
- Elmar Ejupovic

## Punti e montepremi
| Torneo    | Torneo              | V      | F     | SF    | QF    | 2T    | 1T  | Q | Q2  | Q1  |
| Singolare | Punti               | 75     | 50    | 30    | 16    | 7     | 0   | 4 | 2   | 0   |
| Singolare | Premi in denaro ($) | 10,840 | 6,355 | 3,780 | 2,200 | 1,300 | 780 | – | 390 | 200 |
| Doppio    | Punti               | 75     | 50    | 30    | 16    | –     | 0   | – | –   | –   |
| Doppio    | Premi in denaro ($) | 4,645  | 2,700 | 1,630 | 965   | –     | 545 | – | –   | –   |

## Campioni

### Singolare
Facundo Díaz Acosta ha sconfitto in finale  Tristan Boyer con il punteggio di 6–3, 6–1.

### Doppio
William Blumberg /  Luis David Martínez hanno sconfitto in finale  Federico Agustín Gómez /  Nicolás Kicker con il punteggio di 6–1, 6–4.